# Leonid Arkaev
Leonid Arkaev (Moscú, 3 de junio de 1940), fue un entrenador de ginástica artística. 
Entre los años de 1947 y 1977, estudió  Educación Física. Como entrenador de gimnástica artística femenina, comenzó en 1972 y entrenó los equipos rusa y soviética. Miembro del Comité Ejecutivo de la Unión Europea de Ginástica, fue presidente de la Federación Rusa, entrenó también el equipo masculino y fue visto como un fenómeno mundial de la modalidad artística, debido a marca de cuatrocientas medallas conquistadas, 150 de ellas de oro.